# Åvinge
Åvinge är en av SCB avgränsad och namnsatt småort i Botkyrka kommun, Stockholms län. Den består av bebyggelse utmed länsväg 225 söder om Rosenhill i Grödinge socken, öster om Åvinge naturreservat och omfattande småbyarna Åvinge kvarn, Nybohage, Långängen och Stjärnvik.